# Bianco Pisano di San Torpè Vin Santo riserva
Il Bianco Pisano di San Torpè Vin Santo riserva è un vino DOC la cui produzione è consentita nelle province di Livorno e Pisa.

## Caratteristiche organolettiche
- colore: dal dorato all'ambrato intenso
- odore: etereo, intenso, armonico, caratteristico
- sapore: amabile o secco, armonico con retrogusto caratteristico

## Produzione
Provincia, stagione, volume in ettolitri
- nessun dato disponibile